# Baronía de Ballesteros
La baronía de Ballesteros es un título nobiliario español creado el 20 de noviembre de 1407 por el rey de Aragón Martín I el Humano a favor de Martín de San Cristóbal y Rentería, cabo de Armería del castillo de Ballesteros de Noceco, en Aragón
Este título fue rehabilitado en 1922 por el rey Alfonso XIII a favor de Alfonso de San Cristóbal y Cavero, que se convirtió en el duodécimo barón de Ballesteros. Fue instado y logrado por su madre Teresa Cavero Sichar, junto con el de Conde de Isla, para sus hijos Alfonso y José María, respectivamente.

## Barones Ballesteros
|                                 | Titular                            | Periodo                         |
| Creación por Martín I de Aragón | Creación por Martín I de Aragón    | Creación por Martín I de Aragón |
| ------------------------------- | ---------------------------------- | ------------------------------- |
| I                               | Martín de San Cristóbal y Rentería | 1407-                           |
| Rehabilitado por Alfonso XIII   |                                    |                                 |
| XII                             | Alfonso de San Cristóbal y Cavero  | 1922-1981                       |
| XIII                            | Fernando San Cristóbal y Pérez     | 1982-actual titular             |

## Historia de los barones de Ballesteros
- Martín de San Cristóbal y Rentería, I barón de Ballesteros.

Rehabilitado en 1922 por:
- Alfonso de San Cristóbal y Cavero, XII barón de Ballesteros.

1. Casó con Josefa Pérez de Soto y Grau. Le sucedió su hijo:

- Fernando San Cristóbal y Pérez, XIII barón de Ballesteros.